# Karoll Márquez
Karoll Iván Márquez Mendoza (Cartagena, 15 de enero de 1984) es un actor, cantautor y modelo colombiano.

## Biografía
Karoll nació en Cartagena de Indias. A los diez años inició sus estudios de música en la Escuela de Bellas Artes de Cartagena, allí dio sus primeros pasos con la flauta el solfeo. A los doce años comenzó sus estudios de canto con la soprano Margarita Escallón y al mismo tiempo estudió guitarra con el músico Luis García. A los 14 dio comienzo a sus estudios de danza contemporánea y expresión corporal.
Su álbum debut, titulado "Karoll Márquez", se lanzó a finales del año 2000 y tuvo un gran comienzo con el primer sencillo, "Embrujo", el cual se ubicó en los principales listados de emisoras pop en Colombia. Más tarde se lanzó "Donde Duerme tu Corazón", tema escrito por él mismo, bajo la producción del compositor y productor colombiano José Gaviria. En este nuevo sencillo, Karoll se mostró más romántico, cálido y sensual pero sin perder la fuerza y el 'swin' que lo han hecho triunfar en múltiples escenarios.
Con el fin de preparar su segundo trabajo discográfico, Karoll Márquez se trasladó a la ciudad de Miami desde el año 2002 donde ha tenido la oportunidad de concentrarse en la composición y preselección de sus nuevas canciones. Allí ha aprovechado el tiempo para continuar preparándose artísticamente con clases de música, voz y baile, y de igual modo para ejercitar su talento como compositor, con el objetivo de escribir para otros artistas.
En la actuación, hizo su debut en el año 1996 en la serie Conjunto Cerrado de RTI a los 12 años, según contó en el programa The Suso's Show.
En los últimos años ha participado en el Grupo Musical que se presenta en Teatro "Hombres a la plancha" en el teatro Nacional, dónde canta y baila canciones de plancha junto a otros cantantes y actores

## Filmografía

### Televisión
- El grito de las mariposas (2023) — Zurdo Molina
- Los medallistas (2023) — Armando Coral
- Vicente, el imprudente (2022) — Reynaldo Maturana
- Enfermeras (2021-2022) — Reynaldo Maturana
- Pambelé (2017) — Eduardo Díaz Rojas
- La esclava blanca (2016) — Jesús Pimentel
- La Playita (2014) — Joselo Polo
- ¿Dónde carajos está Umaña? (2012-2013) — Fernando "Cabo" Payares #2
- Amor de Carnaval (2012) — Micky Donado
- Un sueño llamado salsa (2010-2011) — Bobby Fabricio Trespalacios
- Oye bonita (2008-2010) — Ramón Segundo "Monchi" Maestre Urbina
- Yo soy Betty, la fea (1999-2000) — El mismo
- Padres e hijos (1996-2002) — Beto
- Conjunto cerrado (1996) — Kike

### Realitys
- MasterChef Celebrity (2023) — 14.° eliminado
- ¿Quien es la máscara? (2021-2022) — Finalista
- Tu cara me suena (2015) — Participante
- Un minuto para ganar (2014) — Presentador

### Cine
- El paseo (2010) — Danny

## Discografía
1. La Verdad (2004)
2. Cotidiano (2006)
3. 2 Caminos (2013)

## Premios y nominaciones

### Premios TVyNovelas
| Año  | Categoría                         | Telenovela o Serie | Resultado |
| ---- | --------------------------------- | ------------------ | --------- |
| 2013 | Mejor Actor Villano de Telenovela | Amor de Carnaval   | Nominado  |

### Otros premios
- MARA en Venezuela a Mejor Actor Internacional por: Oye bonita